# Zonsverduisteringen van 1421 t/m 1430
De periode 1421 t/m 1430 bevat 21 zonsverduisteringen. Deze zijn onderverdeeld in de volgende typen:
- 5 totale
- 5 ringvormige
- 4 hybride
- 7 gedeeltelijke

## Overzicht
Onderstaand overzicht bevat alle details van deze zonsverduisteringen.
| Datum        | UTC op Max | Type         | Stijl                          | Saros nr | Magni- tude | Lengte op Max | Coördinaten op Max |
| ------------ | ---------- | ------------ | ------------------------------ | -------- | ----------- | ------------- | ------------------ |
| 3 mrt. 1421  | 22:40:34   | gedeeltelijk |                                | 130      | 0.8265      | -             | 72.0z 56.6w        |
| 28 aug. 1421 | 08:38:54   | gedeeltelijk |                                | 135      | 0.6025      | -             | 71.8n 161.6o       |
| 23 jan. 1422 | 04:05:41   | totaal       | centraal                       | 102      | 1.0374      | 2m 54s        | 46.6n 109.5o       |
| 18 juli 1422 | 18:00:59   | ringvormig   | centraal                       | 107      | 0.9545      | 4m 35s        | 47.2z 98.5w        |
| 12 jan. 1423 | 18:20:19   | hybride      | centraal                       | 112      | 1.0073      | 0m 48s        | 6.2z 92.4w         |
| 8 juli 1423  | 00:48:40   | hybride      | typevolgorde T-A               | 117      | 1.0161      | 1m 45s        | 15.0n 169.7o       |
| 2 jan. 1424  | 02:37:16   | ringvormig   | centraal                       | 122      | 0.9495      | 4m 52s        | 50.7z 146.2o       |
| 26 juni 1424 | 14:34:25   | totaal       | centraal                       | 127      | 1.0629      | 4m 14s        | 63.1n 36.6w        |
| 21 dec. 1424 | 03:46:29   | gedeeltelijk |                                | 132      | 0.6384      | -             | 66.7z 49.6w        |
| 16 juni 1425 | 07:44:06   | gedeeltelijk |                                | 137      | 0.3271      | -             | 66.2n 104.4w       |
| 10 nov. 1425 | 09:54:28   | gedeeltelijk |                                | 104      | 0.7064      | -             | 63.1n 74.8o        |
| 7 mei 1426   | 14:17:32   | hybride      | centraal                       | 109      | 1.0100      | 1m 3s         | 5.0z 26.0w         |
| 30 okt. 1426 | 18:40:38   | hybride      | centraal                       | 114      | 1.0123      | 1m 13s        | 5.2n 94.1w         |
| 26 apr. 1427 | 20:43:40   | ringvormig   | centraal                       | 119      | 0.9583      | 4m 15s        | 34.7n 140.2w       |
| 20 okt. 1427 | 09:16:36   | totaal       | centraal                       | 124      | 1.0521      | 4m 7s         | 29.1z 29.6o        |
| 14 apr. 1428 | 21:25:47   | gedeeltelijk |                                | 129      | 0.7916      | -             | 61.6n 104.6o       |
| 9 okt. 1428  | 01:18:10   | totaal       | centraal geen zuiddgrens       | 134      | 1.0281      | 1m 30s        | 63.0z 61.0o        |
| 5 mrt. 1429  | 09:54:08   | gedeeltelijk |                                | 101      | 0.9336      | -             | 61.0z 129.6o       |
| 30 aug. 1429 | 01:20:30   | ringvormig   | niet centraal geen noorddgrens | 106      | 0.9782      | -             | 61.0n 98.8w        |
| 22 feb. 1430 | 21:35:50   | totaal       | centraal                       | 111      | 1.0369      | 3m 5s         | 20.5z 131.9w       |
| 19 aug. 1430 | 04:13:52   | ringvormig   | centraal                       | 116      | 0.9428      | 6m 13s        | 24.2n 125.7o       |

### Legenda
| Kolomhoofd         | Uitleg                                                                                                |
| ------------------ | --- |
| Datum              | Datum op het moment van het maximum van de eclips                                                     |
| UTC op Max         | Tijd in UTC op het moment van het maximum van de eclips                                               |
| Type               | Type van de eclips                                                                                    |
| Stijl              | Binnen een type zijn verschillende stijlen mogelijk                                                   |
| Sarosnr            | Het nr van de sarosreeks waartoe de eclips behoort                                                    |
| Magnitude          | Percentage van verduistering van de middellijn van de zon op het moment van het maximum van de eclips |
| Lengte op Max      | Tijdsduur van de eclips op de plek met het maximum                                                    |
| Coördinaten op Max | Coördinaten op het moment van het maximum van de eclips                                               |